# Rhinella granulosa
Pour les articles homonymes, voir Bufo granulosus.
Espèce
Synonymes
- Bufo granulosus Spix, 1824
- Bufo globulosus Spix, 1824
- Chaunus marmoratus Wagler, 1828
- Bufo nasutulus Wiegmann, 1833

Statut de conservation UICN

 LC  : Préoccupation mineure
Rhinella granulosa est une espèce d'amphibiens de la famille des Bufonidae.

## Répartition
Cette espèce est endémique du Brésil. Elle se rencontre jusqu'à 1 500 m d'altitude dans les États de Rio de Janeiro, du Minas Gerais, d'Espírito Santo, de Bahia, du Sergipe, de l'Alagoas, du Pernambouc, du Paraíba, du Rio Grande do Norte, du Ceará, du Piauí et du Maranhão.
Les spécimens provenant des autres lieux sont rattachés à d'autres espèces.

## Description

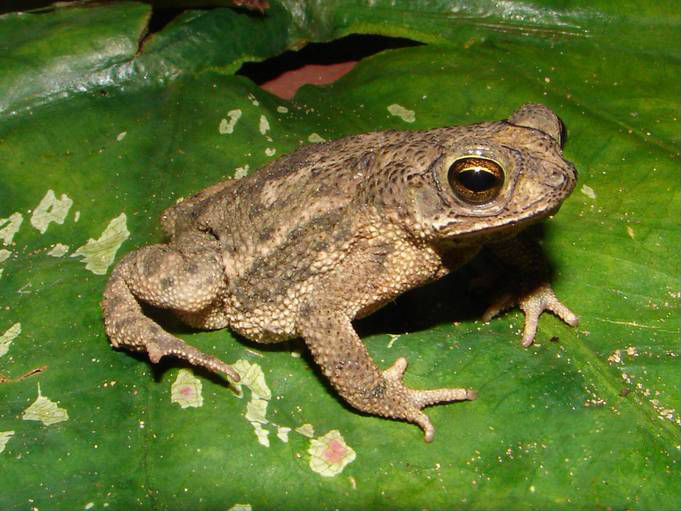
Rhinella granulosa

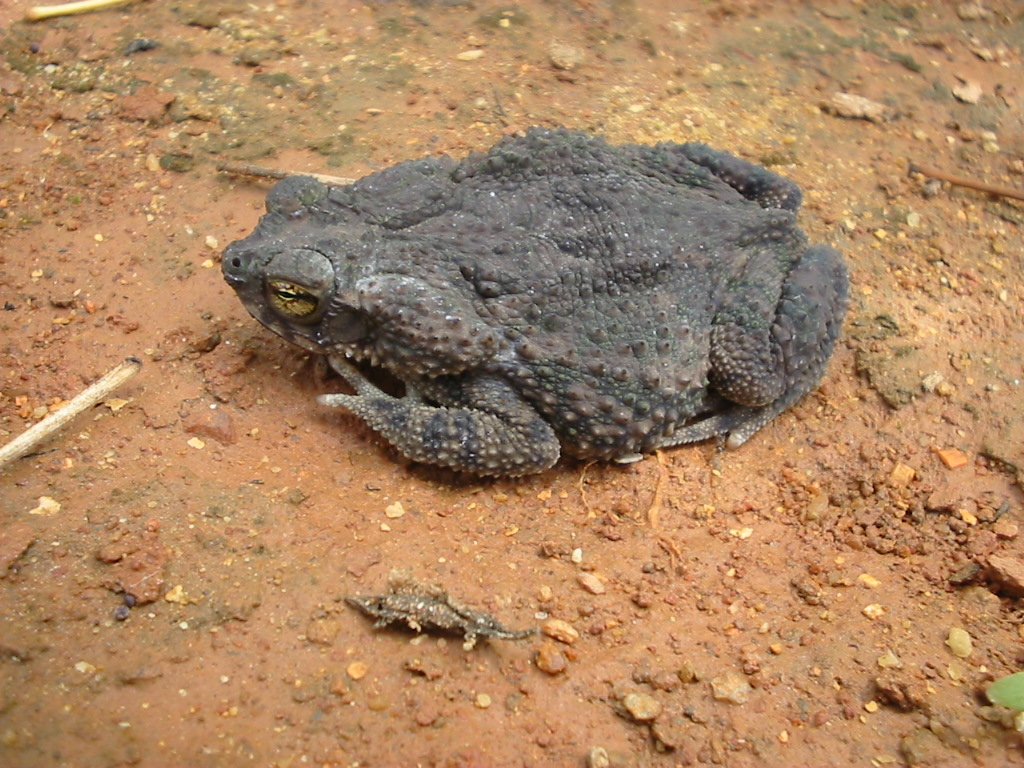
Rhinella granulosa

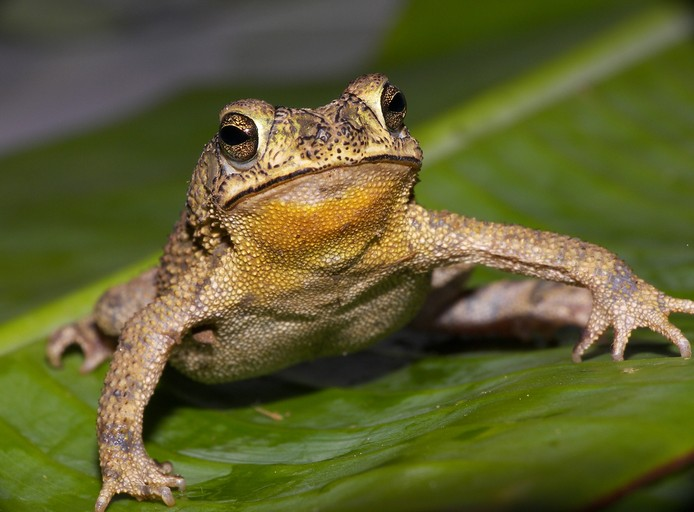
Rhinella granulosa

Les mâles mesurent de 31,4 à 62,4 mm et les femelles de 31,5 à 76,6 mm.

## Publication originale
- Spix, 1824 : Animalia nova sive species novae testudinum et ranarum, quas in itinere per Brasiliam annis 1817-1820 (texte intégral)